# مری آر کوک
مری آر کوک (به انگلیسی: Mary R. Koch) یک کشتی بود که طول آن ۳۳۵٫۰ متر (۱٬۰۹۹٫۰۸ فوت) بود. این کشتی در سال ۱۹۷۵ ساخته شد.